# Ferdinand Siegert
Ferdinand Siegert (* 22. April 1865 in Neuwied; † 21. Februar 1946 in Köln) war ein deutscher Pädiater.

## Leben
Siegert studierte nach dem Abitur einem Studium der Medizin an der Albert-Ludwigs-Universität Medizin, wo er 1885 im Corps Rhenania Freiburg recipiert wurde. Als Inaktiver wechselte er an die Hessische Ludwigs-Universität Gießen und die Kaiser-Wilhelms-Universität Straßburg, wo er Ende 1889 zum Dr. med. promoviert wurde. Er begann seine berufliche Laufbahn als Assistenzarzt am Landeskrankenhaus Mödling. Anschließend wechselte er als Assistent zu Friedrich Wilhelm Zahn am Pathologischen Institut der Universität Genf. Die Ausbildung in Kinderheilkunde durchlief er bei Oswald Kohts in der Straßburger Universitätskinderklinik. Bei ihm habilitierte er sich 1896 für Pädiatrie. Er war 1899–1904 Waisenarzt der Stadt Straßburg. Als erster Kommunal-Fürsorgearzt richtete er 1901 eine Säuglingsheilstätte ein. 1904 erhielt er an der Friedrichs-Universität Halle ein Extraordinariat für Pädiatrie. Nach nur wenigen Monaten verließ er Halle, als seine Forderungen nach einer Erweiterung der Kinderklinik vom Ministerium abgelehnt worden waren. Er ging noch im selben Jahr als ordentliches Mitglied an die Kölner Akademie für praktische Medizin und übernahm die Direktion der Kinderklinik Lindenburg. Die Akademie wurde 1919 als Medizinische Fakultät in die Universität zu Köln überführt. Siegert blieb Klinikleiter und o. Professor. 1931 wurde er emeritiert. Er starb zwei Monate vor Vollendung seines 81. Lebensjahres in Köln.
In der Forschung konzentrierte sich Siegert auf Infektionskrankheiten (Serumbehandlung bei Diphtherie, Cholera) und kindliche Skeletterkrankungen. Von Bedeutung waren seine Studien über Ernährungsanforderungen hinsichtlich des Bedarfs von Kindern an Proteine und seine Darstellung über die entscheidende Rolle der vererblichen Rachitis. Nach Ferdinand Siegert ist das Siegert's sign benannt, eine beim Down-Syndrom auftretende Verkürzung und Nachinnenkrümmung des Endglieds des Kleinfingers.

## Ehrungen
- Geheimer Medizinalrat[1]
- Bandverleihung des Corps Friso-Luneburgia (1922)[1]
- Ehrenmitglied der Deutschen Gesellschaft für Kinderheilkunde

## Schriften
- Vier Jahre vor und nach der Einführung der Serumbehandlung der Diphtherie. Berlin 1900.
- Die Chorea minor, der Veitstanz: (Sydenham'sche Chorea, Chorea infectiosa.). Würzburg 1907.
- Erkrankungen der Schilddrüse, in: Handbuch der Kinderheilkunde, 2. Auflage. Leipzig 1910.
- Die Athyrecose im Kindesalter, in: Handbuch der inneren Sekretionen. Leipzig 1928.